# Le Tot de Semilly
Le Tot de Semilly est un étalon Selle français né en 1976 dans les environs de Saint-Lô. Il a été monté par Éric Levallois et appartient à sa famille. Ce cheval est mort le 18 novembre 2008 à l'âge de 31 ans, des suites d'une crise cardiaque.

## Palmarès
- Finaliste à 4, 5 et 6 ans
- Vainqueur international de 1988 à 1991, il est classé dans 22 épreuves CSIO et 63 nationales (Grand Prix et A1)
- Médaille d'or par équipe au Championnat d'Europe Jeunes Cavaliers à 7 ans à Millstreet en compagnie de Patrice Delaveau et Philippe Rozier (4e individuel)
- À 8 ans, 2e en Coupe des Nations à Hickstead au Royaume-Uni
- À 9 ans, 2e du Grand Prix de Wiesbaden, 1er du Grand Prix de Bois-le-Roi, 3e du Grand Prix et 3e en Coupe des Nations à Gijón
- 1985 : ISO 177

## Reproduction
Au fil des ans, il engendre plus de 300 poulains indicés au-delà de 120. Parmi eux, 85 dépassent l'ISO 140, des cracks tels que Ashley (Michael Whitaker), Boléro de Brécey (Nicolas Delmotte), le champion international Itot du Château (Michel Hécart et Edwina Alexander), Fétiche du Pas et de nombreux autres, dont le champion du monde par équipe 2002 et meilleur père Selle français en 2007, Diamant de Semilly (Éric Levallois). Il est également l'ancêtre de nombreux chevaux réputés, tels que Pégase du Mûrier.